# Calmanesia methueni
Calmanesia methueni is een pissebed uit de familie Armadillidae. De wetenschappelijke naam van de soort is voor het eerst geldig gepubliceerd in 1922 door Collinge.